# Pārāstān
Pārāstān (persiska: پارِستان, پاراستان) är en ort i Iran.   Den ligger i provinsen Västazarbaijan, i den nordvästra delen av landet, 500 km väster om huvudstaden Teheran. Pārāstān ligger 1 260 meter över havet och antalet invånare är 354.
Terrängen runt Pārāstān är lite bergig.Runt Pārāstān är det ganska tätbefolkat, med 80 invånare per kvadratkilometer. Närmaste större samhälle är Ālvātān, 18,7 km nordväst om Pārāstān. Trakten runt Pārāstān består till största delen av jordbruksmark.